# Valeri Nikitin (luchador)
Valeri Nikitin (Rapla, 28 de noviembre de 1969) es un deportista estonio que compitió en lucha grecorromana.
Ganó una medalla de bronce en el Campeonato Europeo de Lucha de 1992, en la categoría de 68 kg. Participó en tres Juegos Olímpicos de Verano, entre los años 1992 y 2000, ocupando el cuarto lugar en Sídney 2000 y el octavo lugar en Atlanta 1996.

## Palmarés internacional
| Campeonato Europeo | Campeonato Europeo     | Campeonato Europeo | Campeonato Europeo |
| Año                | Lugar                  | Medalla            | Categoría          |
| ------------------ | ---------------------- | ------------------ | ------------------ |
| 1992               | Copenhague (Dinamarca) | Medalla de bronce  | 68 kg              |